# 3221-es mellékút (Magyarország)
A 3221-es számú mellékút egy 11,5 kilométeres hosszúságú, négy számjegyű mellékút Jász-Nagykun-Szolnok vármegye középső-északi részén; Kunhegyestől húzódik Abádszalókig.

## Nyomvonala
Kunhegyes központjában ágazik ki a 34-es főútból, annak a 37+100-as kilométerszelvénye közelében, északi irányban; majdnem pontosan ugyanott ér véget a főútba nyugat felől becsatlakozva a Tiszagyendától odáig húzódó 3222-es út is. Kossuth Lajos utca néven húzódik a lakott terület északi részéig, ahol – mintegy 800 méter után – kiágazik belőle kelet felé a 3217-es út. A folytatásban az Abádszalóki út nevet viseli, így szeli át, mintegy 300 méterrel arrébb, nyílt vonali szakaszon a Kál-Kápolna–Kisújszállás-vasútvonal vágányait, és így lép ki a belterületről is, kevéssel a vasúti keresztezés után.
4,8 kilométer megtételét követően kiágazik belőle egy számozatlan bekötőút kelet felé, a már Abádszalókhoz tartozó Pusztatomaj külterületi településrész irányába, majd, még a hatodik kilométere előtt át is lépi Abádszalók határát. A 7+500-as kilométerszelvénye táján egy másik, ezúttal nyugat felé kiágazó bekötőúton Kisgyócs településrészre lehet letérni, a tizedik kilométere közelében pedig maga az út is nyugatnak fordul. Úgy is ér véget, nem messze délre Abádszalók legdélebbi házaitól és a település köztemetőjétől, de még teljesen külterületen, beletorkollva a 3216-os útba, annak a 39+800-as kilométerszelvénye táján.
Teljes hossza, az országos közutak térképes nyilvántartását szolgáló kira.kozut.hu adatbázisa szerint 11,507 kilométer.

## Története
1973-ban nyilvánították 4 számjegyű úttá. 1995-ben betonburkolatot kapott.[forrás?]

## Települések az út mentén
- Kunhegyes
- (Abádszalók)